# Estación Zárate Nueva
Zárate Nueva o Zárate N es una estación ferroviaria ubicada al sur de la ciudad argentina de Zárate, fuera del casco urbano, en la provincia de Buenos Aires. La estación corresponde al Ferrocarril General Urquiza de la red ferroviaria argentina.

## Servicios
Se ubica en su perímetro el patio de operaciones de la empresa estatal Trenes Argentinos Cargas.
Desde septiembre de 2011 contó con el servicio internacional a Paso de los Toros en Uruguay, prestado por la empresa Trenes de Buenos Aires, que ingresaba a este país por el puente ferrovial de la represa de Salto Grande, y en diciembre del mismo año, a Posadas,  hasta que el 24 de mayo de 2012, como consecuencia del accidente ferroviario en la estación Once de Septiembre, abandonó la concesión luego de la quita de concesiones por parte del gobierno nacional en los ferrocarriles Sarmiento y Mitre.

## Historia
Desde 1908 a 1975 el acceso ferroviario del Ferrocarril Urquiza atravesaba el casco céntrico en donde se hallaba la antigua estación y luego desembocaba en un embarcadero en donde las formaciones eran cargadas en ferry-boats para cruzar los ríos Paraná Guazú y Paraná de las Palmas y llegar a Entre Ríos, donde eran nuevamente puestas en las vías en el embarcadero de Ibicuy.
En 1975 fue construido el Complejo Ferrovial Zárate-Brazo Largo y el nuevo acceso ferroviario fue tendido desde el kilómetro 95 de la línea (aproximadamente 5 kilómetros al oeste de Zárate) desviándose de la vía original, para rodear Zárate por su extremo sur, en donde se construyó la nueva estación, para luego ascender en altura e incorporarse al complejo para cruzar a la isla Talavera y luego al territorio entrerriano.
Con la construcción del Complejo el viejo ramal de los embarcaderos y sus estaciones sufrieron un proceso de abandono progresivo, afectando gravemente a las poblaciones entrerrianas de Holt e Ibicuy. 
En territorio de Entre Ríos, los dos ramales confluyen en la estación Libertador General San Martín, primera parada del Gran Capitán en dicha provincia.